# Evandro Silva do Nascimento
Evandro Silva do Nascimento (* 26. September 1987 in Guarulhos), auch bekannt als Evandro Paulista, ist ein brasilianischer Fußballspieler.

## Karriere
Seinen ersten Vertrag unterschrieb Evandro Paulista 2007 beim brasilianischen Club Bonsucesso FC. Im gleichen Jahr wechselte er nach Europa. Hier unterschrieb er in Portugal einen Vertrag bei Belenenses Lissabon, einem Verein, der in der ersten Liga, der Primeira Liga, spielte und in Lissabon beheimatet ist. 2009 kehrte er in seine Heimat Brasilien zurück und schloss sich dem União São João EC an. Bis 2012 spielte er für die Vereine SE Gama, São Carlos FC, SC Corinthians B und den Tupi FC. Mitte 2012 zog es ihn nach Kuwait, wo er einen Vertrag bei Al-Jahra SC in al-Dschahra unterschrieb. Nachdem der Vertrag im Juli 2013 nicht verlängert worden war, war er bis Ende 2013 vereinslos. Anfang 2014 nahm ihn der brasilianische Club AA Aparecidense unter Vertrag. Nach nur drei Monaten wechselte er zu Vila Nova FC nach Goiânia, wo er vier Monate spielte. AA Anapolina aus Anápolis nahm ihn bis Ende 2014 unter Vertrag. 2015 ging er nach Japan, wo er ein Jahr für Ōita Trinita spielte. Der Club aus Ōita spielte in der zweithöchsten Liga des Landes, der J2 League. 2016 wechselte er zum Ligakonkurrenten FC Gifu. Im März 2017 nahm ihn der südkoreanische Club Daegu FC aus Daegu unter Vertrag. Für den Club spielte er bis Ende 2017 in der Ersten Liga, der K League 1. 2018 unterschrieb er einen Vertrag beim Ligakonkurrenten FC Seoul in Seoul. Im Februar 2019 ging er nach China, wo er für den Drittligisten Sichuan Longfor aus Dujiangyan spielte. Mit dem Verein wurde er Meister der China League Two und stieg somit in die Zweite Liga, der China League One, auf. Nach Ende der Saison Mitte 2019 wurde sein Vertrag nicht verlängert. Von Mitte 2019 bis Ende 2019 war er wieder vereinslos. Für die Saison 2020 hat er einen Vertrag beim thailändischen Erstligisten Sukhothai FC unterschrieben. Der Club aus Sukhothai spielte in der höchsten Liga des Landes, der Thai League. Für Sukhothai absolvierte er sieben Erstligaspiele. Im Dezember 2020 verließ er Sukhothai und ging nach Chiangmai. Hier schloss er sich dem Chiangmai United FC an. Chiangmai spielte in der zweiten Liga, der Thai League 2. Im März 2021 feierte er mit Chiangmai die Vizemeisterschaft und den Aufstieg in die erste Liga. Nach dem Aufstieg verließ er Chiangmai und wechselte zum Erstligisten Police Tero FC nach Bangkok. Für den Hauptstadtverein absolvierte er 22 Erstligaspiele. Zu Beginn der Saison wechselte er zum Zweitligaaufsteiger Nakhon Si United FC. Für den Verein aus Nakhon Si Thammarat bestritt er 30 Zweitligaspiele. Nach der Saison wurde sein Vertrag im Sommer 2023 nicht verlängert. Zu Beginn der Saison 2023/24 wechselte er Anfang August 2023 zum Erstligaaufsteiger Trat FC. Nach 13 Ligaspielen wechselte er im Januar 2024 zum ebenfalls in der ersten Liga spielenden Nakhon Pathom United FC. Nach insgesamt sieben Ligaspielen für den Verein aus Nakhon Pathom wurde sein Vertrag im Sommer 2024 nicht verlängert.

## Erfolge
Sichuan Longfor
- Chinesischer Zweitligameister: 2018  ▲

Chiangmai United FC
- Thailändischer Zweitligavizemeister: 2020/21  ▲